# Puma floridská
Puma floridská je populací pumy americké (Puma concolor). Dlouho byla považována za jeden z 32 poddruhů pumy americké pod trinomickým jménem Puma concolor coryi . Podle genetických studií (Culver et al. 2000) nicméně vyšlo najevo, že mnoho poddruhů je vzájemně příliš podobných, a těchto 32 poddruhů bylo tedy rozčleněno na 6 subspecií. Podle poslední revize taxonomie z roku 2017 od IUCN/SSC Cat Specialist Group jsou rozeznávány pouze dva poddruhy pumy americké: Puma concolor couguar pro severoamerické a Puma concolor concolor pro jihoamerické populace. Puma floridská by tedy náležela k poddruhu Puma concolor couguar.

## Popis a chování
Puma floridská je regionální forma pumy americké (Puma concolor). Je v průměru menší než zástupci jiných populací druhu. Samci váží 48–67 kg, samice 30–45 kg. Srst má tmavě hnědé zbarvení, na šíji, hlavě a ramenech s bílými skvrnami.
Stejně jako ostatní kočkovité šelmy se živí masem, které získává aktivním lovem. Nejdůležitější část potravy tvoří jelenci běloocasí (Odocoileus virginianus), mývalové a divoká prasata, další kořist představují pásovci, vačice, kočky, hlodavci, králíci, kozy, ptáci a aligátoři. Ke kořisti se puma floridská pomalu přiblíží, prudce vyrazí, srazí ji k zemi jediným skokem a usmrtí kousnutím do šíje. Odtáhne si ji potom na klidné místo, kde ji sežere. Zbytky kořisti si zahrabe do trávy na později. Rozmnožování většinou probíhá v listopadu až březnu, po 90–95 dnech gravidity se samici narodí jedno až tři koťata, která se osamostatní po jednom a půl roce. Mimo období páření žije puma floridská samotářsky.

## Výskyt a teritorium

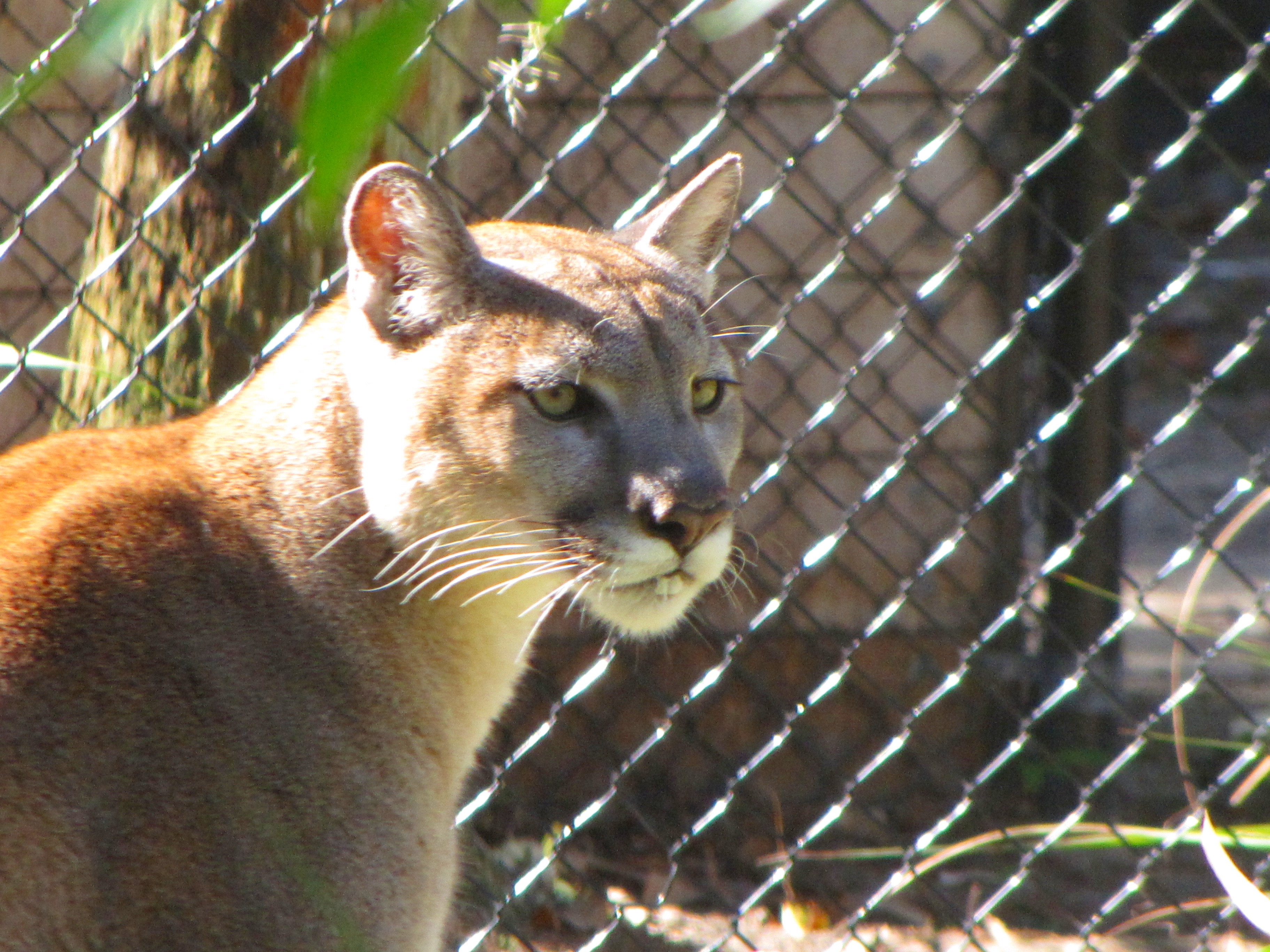
Puma floridská v zajetí

Tato kočkovitá šelma se vyskytuje v bažinatých lesích jižní Floridy. Dovede se pohybovat i v bažinách nebo močálech, neboť je dobrým plavcem. Teritorium samců dosahuje rozsahu 200 až 600 km2, samice mají teritorium obvykle o rozloze 100 až 300 km2. Obě pohlaví si jej značí způsobem typickým pro většinu kočkovitých šelem: močením a škrábáním po stromech.

## Ohrožení
Intenzivní lov společně se ztrátou biotopů a následným snížením množství kořisti způsobil, že na konci dvacátého století přežívalo jenom několik desítek kusů. Roku 1995 došlo za účelem záchrany floridské populace pum k vysazení pum z Texasu, přičemž populace začala stoupat. Předpokládá se, že ve volné přírodě žije 120 až 230 dospělých jedinců (stav k roku 2017).